# 올어라운드
올어라운드는 대한민국의 음악 그룹이다. 2017년 싱글 《꿈인가 싶어》로 데뷔했다.

## 음반
- 꿈인가 싶어 (2017)
- 솔로가 좋아 (2018)
- 그러려니 (2018)
- 오늘, 너랑 (2019)
- 내가 너라면 (2020)

## 활동
- 2011 CMB 친친스타페스티벌에서 특별상(예당사장상)을 수상했다. - Rubato(임다희, 안은비)  천지일보(https://www.newscj.com[1])
- 2016년 SBS '판타스틱듀오'에서 EXO편 '전라도 빨간바지'로 출연하였다.
- EXO와 함께 한 판타스틱듀오 Part.3 'Love me right'가 음원으로 발매되었다.
- 현재 멤버 '장승민'은 작사가, '안은비'는 실용음악과 교수로 활동하고 있다.